# Oliver Lowry
Oliver Howe Lowry (* 18. Juli 1910 in Chicago; † 29. Juni 1996 in St. Louis) war ein US-amerikanischer Molekularbiologe. Lowry entwickelte quantitative Messmethoden für winzige Substanzmengen im zellulären und subzellulären Bereich, etwa eine Waage für einzelne, nur Millionstel Gramm schwere Zellbestandteile, und ist Namensgeber der Proteinbestimmung nach Lowry. Seine Veröffentlichung über die Methode aus dem Jahr 1951 ist die am meisten zitierte wissenschaftliche Veröffentlichung.

## Leben
Lowry studierte an der Northwestern University (Evanston) zunächst Chemieingenieurswesen, dann Biochemie. Nach dem Bachelor wechselte er 1932 zur University of Chicago, wo er 1937 in Biochemie (Ph.D) und Medizin (M.D.) promoviert wurde. Nach Lehr- und Forschungstätigkeiten in Harvard und New York übernahm er 1947 den Lehrstuhl für Pharmakologie der Washington University, den er bis 1976 innehatte. Von 1955 bis 1958 war er Dekan der medizinischen Fakultät. 1957 wurde er in die American Academy of Arts and Sciences gewählt. Er emeritierte 1979.
Oliver Lowry war zweimal verheiratet und hat fünf Kinder.

## Werk
Seine Arbeit Protein measurement with the folin phenol reagent, die aus der Forschung am Public Health Research Institute in New York entstand, gilt als die meistzitierte wissenschaftliche Studie der Welt. Lowry erhielt zahlreiche wissenschaftliche Auszeichnungen. 1957 wurde er in die American Academy of Arts and Sciences berufen, 1964 in die National Academy of Sciences, 1968 in die dänische Akademie der Wissenschaften.